# Miskovice
Miskovice (en allemand : Miskowitz) est une commune du district de Kutná Hora, dans la région de Bohême-Centrale, en République tchèque. Sa population s'élevait à 1 153 habitants en 2024.

## Géographie
Miskovice se trouve à 4,5 km à l'ouest de Kutná Hora et à 60 km à l'est-sud-est de Prague.
La commune est limitée par Červené Pečky au nord, par Grunta et Kutná Hora à l'est, par Malešov et Vidice au sud, et par Suchdol à l'ouest.

## Histoire
La première mention écrite de la localité date de 1131.

## Administration
La commune se compose de cinq sections :
- Miskovice
- Bylany
- Hořany
- Mezholezy
- Přítoky

## Transports
Par la route, Miskovice se trouve à 75 km de Jeníkov, à 95 km de Kutná Hora et à 79 km de Prague.